# یوزف ولسکی
یوزف ولادیسلاو وُلسکی (به لهستانی: Józef Wolski) (۱۹۱۰، تارنوف - ۲۰۰۸، کراکوف) تاریخدان لهستانی و کارشناس تاریخ اشکانی است. وی استاد تاریخ ایران باستان در دانشگاه‌های یاگیلونیا، برسلاو و ووچ لهستان بوده‌است و عمدهٔ پژوهش‌هایش بر تاریخ اشکانیان تمرکز داشته‌اند.
در جریان جنگ جهانی دوم و زوندراکتسیون کراکوف دستگیر شد و پس از جنگ جهانی، در سال ۱۹۴۶ عضو هیئت علمی دانشگاه یاگیلونیا گردید.
ژوزف ولسکی تاریخ پارت را به سه دوره تقسیم می‌کند: مرحله اول که بنیان‌گذاری دولت پارت را شامل می‌شود(۲۳۸–۱۷۱پ. م). مرحله دوم: که به علت نبود منابع تاریخی چندان درست شناخته نشده و در عین حال شکوفاترین دوران پارت‌ها بوده(۱۷۱پ. م. حدود۵۱م) مرحله سوم: یعنی مرحله متاخر پارت(۵۱–۲۷۷م) که در مجموع این دوران را دوره زوال سلسه اشکانی می‌دانند.